# Yohann Gène
Yohann Gène (Pointe-à-Pitre, 25 juni 1981) is een Frans-Guadeloups voormalig wielrenner, beroeps van 2005 tot 2019. In 2011 was Gène de eerste renner van Afro-Caraïbische en Sub-Saharisch Afrikaanse afkomst die ooit van start ging in de Ronde van Frankrijk.

## Palmares

### Overwinningen
2009
7e etappe Ronde van Langkawi
Sprintklassement Ronde van Gabon
2010
5e etappe Ronde van Gabon
2011
2e en 5e etappe Ronde van Gabon
3e etappe Ronde van Zuid-Afrika
2012
1e en 5e etappe Ronde van Gabon
Puntenklassement Ronde van Gabon
2013
6e etappe Ronde van Gabon
Eind- en puntenklassement Ronde van Gabon
2e etappe Route du Sud
2014
3e etappe Boucles de la Mayenne
2015
Puntenklassement La Tropicale Amissa Bongo
2017
5e etappe La Tropicale Amissa Bongo
Eindklassement La Tropicale Amissa Bongo

### Resultaten in voornaamste wedstrijden
| Jaar | Ronde van Italië | Ronde van Frankrijk | Ronde van Spanje |
| ---- | ---------------- | ------------------- | ---------------- |
| 2005 |                  |                     | 126e             |
| 2006 | 149e             |                     |                  |
| 2007 | buiten tijd      |                     |                  |
| 2008 |                  |                     |                  |
| 2009 | opgave           |                     |                  |
| 2010 |                  |                     |                  |
| 2011 |                  | 158e                |                  |
| 2012 |                  | 139e                |                  |
| 2013 |                  | 158e                |                  |
| 2014 |                  | 128e                |                  |
| 2015 |                  | 137e                |                  |
| 2016 |                  | 158e                |                  |
| 2017 |                  | 134e                |                  |
| 2018 |                  |                     |                  |
| 2019 |                  |                     |                  |

| Jaar | Milaan-San Remo | Gent-Wevelgem | Ronde van Vlaanderen | Parijs-Roubaix | Ronde van Lombardije | Parijs-Tours |  | Wereldranglijsten |
| ---- | --------------- | ------------- | -------------------- | -------------- | -------------------- | ------------ |  | ----------------- |
| 2005 |                 |               |                      | opgave         | opgave               | 150e         |  |                   |
| 2006 |                 |               |                      |                |                      |              |  |                   |
| 2007 |                 |               |                      | 62e            | opgave               |              |  |                   |
| 2008 |                 | 127e          |                      | opgave         |                      |              |  |                   |
| 2009 |                 |               |                      |                |                      |              |  |                   |
| 2010 |                 |               |                      | 62e            |                      | 114e         |  |                   |
| 2011 |                 | opgave        | 126e                 | 85e            |                      |              |  |                   |
| 2012 |                 | 120e          | opgave               | opgave         |                      |              |  |                   |
| 2013 | opgave          | 47e           | opgave               | 88e            |                      |              |  |                   |
| 2014 |                 | 150e          | opgave               | opgave         |                      |              |  | 178e (UWT)        |
| 2015 |                 | opgave        | 85e                  | opgave         |                      |              |  |                   |
| 2016 |                 | 45e           | 98e                  | 107e           |                      |              |  |                   |
| 2017 |                 |               | 117e                 | opgave         |                      | 144e         |  |                   |
| 2018 |                 |               |                      | opgave         |                      | opgave       |  |                   |
| 2019 |                 |               |                      | opgave         |                      |              |  |                   |

## Ploegen
- 2003 –  Brioches La Boulangère (stagiair vanaf 1-8)
- 2004 –  Brioches La Boulangère (stagiair vanaf 1-9)
- 2005 –  Bouygues Télécom
- 2006 –  Bouygues Télécom
- 2007 –  Bouygues Télécom
- 2008 –  Bouygues Télécom
- 2009 –  Bbox Bouygues Telecom
- 2010 –  Bbox Bouygues Telecom
- 2011 –  Team Europcar
- 2012 –  Team Europcar
- 2013 –  Team Europcar
- 2014 –  Team Europcar
- 2015 –  Team Europcar
- 2016 –  Direct Énergie
- 2017 –  Direct Énergie
- 2018 –  Direct Énergie
- 2019 –  Direct Énergie